# Sylvain Distin
Sylvain Distin (né le 16 décembre 1977 à Bagnolet en Seine-Saint-Denis) est un footballeur français qui évolue au poste de défenseur.
Avec une carrière pro de 1999 à 2016, il détient le record d'apparitions en Premier League (469) pour un joueur de champ non-britannique.

## Biographie

### Jeunesse
Né en Seine-Saint-Denis, Sylvain Distin grandit dans le département voisin des Hauts-de-Seine, dans le quartier des Bons Raisins de la ville de Rueil-Malmaison.

### Reconnaissance en Angleterre

#### Prêt à Newcastle
Distin effectue 35 apparitions avec le Newcastle United Football Club, le plus souvent comme arrière gauche.
Après une bonne saison dans le nord de l’Angleterre, Newcastle veut l’acquérir définitivement mais d’autres formations anglaises sont sur les rangs. C’est finalement Manchester City qui verse 4 M£ au Paris Saint-Germain pour acquérir le joueur, alors un record pour l'arrivée d'un défenseur au club,.

#### Manchester City

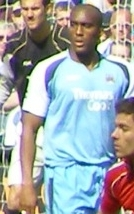
Distin avec Man. City en mai 2007.

Sylvain Distin signe un contrat de quatre ans en faveur de Manchester City, promu en Premier League. Le montant du transfert est de 4 millions de livres, soit environ 6,3 millions d'euros.
Malgré une défaite 3-0 contre Leeds United pour ses débuts, Distin devient rapidement un personnage important pour l'équipe de Kevin Keegan. Il est nommé joueur de l’année par les supporters dès la première saison et hérite du brassard de capitaine à la suite de la retraite d'Ali Benarbia,.
À l'été 2006, le défenseur central français décide de rester à Manchester City malgré une offre de 6 à 7 M€ de Middlesbrough pour recruter le joueur. Pour sa dernière année de contrat, il ne rate qu'un match de championnat durant la saison et, alors en fin de contrat, décide de quitter le club après avoir refusé une prolongation en avril 2007.
Distin passe cinq saisons au club. Au total, il joue 206 matchs pour Manchester City et marque six buts.

#### Portsmouth FC

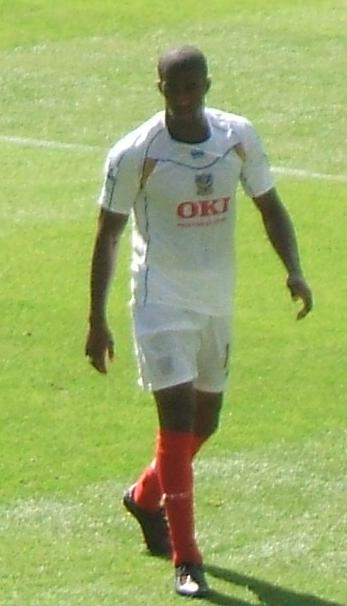
Sylvain Distin avec Portsmouth en août 2007.

En fin de contrat, Distin rejoint le club de Portsmouth pour trois ans et devient le vice-capitaine. Distin forme un charnière centrale efficace avec Sol Campbell et gagne son deuxième trophée en 2008 : la FA Cup,.
Pour le début de la saison 2009-2010, Distin est nommé capitaine à la suite du départ de son compère en défense, Sol Campbell. Cette manœuvre de la part de l'entraîneur, Paul Hart, a aussi pour but de faire rester Distin au club alors qu'il est contacté par plusieurs équipes anglaises.

#### Everton FC

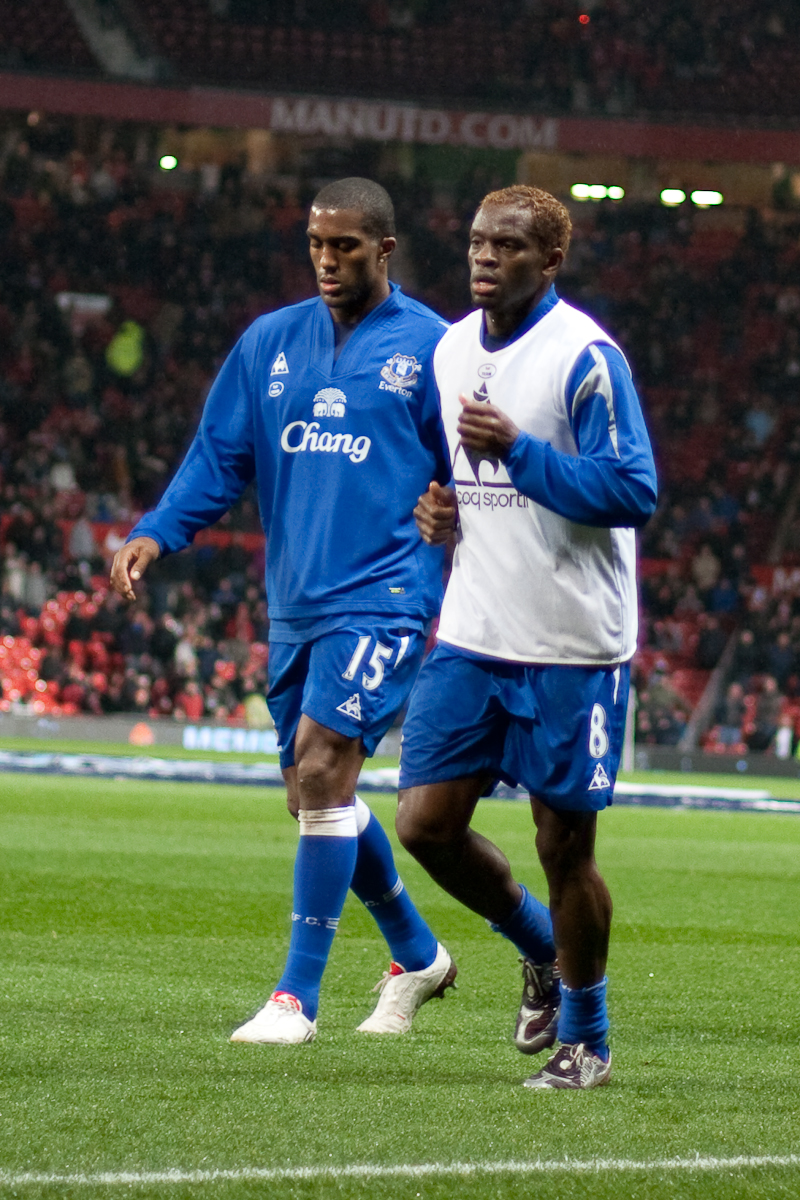
Sylvain Distin, aux côtés de Louis Saha, sous les couleurs d'Everton en novembre 2009.

Fin août 2009, Sylvain Distin connaît son quatrième club anglais en signant à Everton, où il rejoint Mikel Arteta connu au PSG. Le second club de Liverpool, avec qui il signe pour trois ans, le recrute 5,5 M£ pour compenser le départ de Joleon Lescott,.
Distin porte le maillot numéro 15 à Everton et fait ses débuts lors d'une victoire 2-1 contre Wigan Athletic. Le 17 septembre 2009, il marque son premier but pour Everton en Ligue Europa contre l'équipe grecque de l'AEK Athènes (4-0). Son second but arrive le 16 février 2010, à nouveau en C3, et donne la victoire à son équipe contre le Sporting Portugal. Pour sa première saison, Distin joue 38 matchs toutes compétitions confondues pour les Blues, marquant à deux reprises en Coupe Europe donc.
Distin continue sur sa lancée en 2010-2011, marquant des buts importants contre le Liverpool FC et son ancien club de Manchester City.
En juillet 2011, Sylvain Distin rejette l'invitation de l'équipe de Guadeloupe, dont son père est originaire, pour participer à la Gold Cup 2011. À 33 ans, il préfère alors se concentrer sur sa récupération physique.
En 2011-2012, Distin et Everton termine à la septième place en championnat. En raison de la blessure de Leighton Baines, il remplace son collègue comme arrière gauche pour plusieurs matchs dans les dernières semaines de la saison. À la fin de cet exercice, il est nommé joueur de la saison par les joueurs.
Distin reste un rocher défensif pendant la saison 2012-2013 et signe en janvier 2013 un nouveau contrat jusqu'en 2014. Un mois plus tard, il devient le premier joueur de champ étranger à atteindre 400 matches de Premier League.
En janvier 2014, Sylvain Distin prolonge son contrat jusqu'en juin 2015. En mai 2014, Distin annonce, avec humour, mettre fin à sa carrière internationale. Lui qui n'a jamais été appelé en équipe de France.
Mis de côté par Roberto Martinez pendant une bonne partie de la saison, Distin entre en jeu en fin de match lors de la dernière journée de Premier League face à Tottenham le 24 mai 2015. Ovationné par le public de Goodison Park, il aura disputé 210 matchs au cours de ses six saisons passées sous le maillot des Blues.

#### AFC Bournemouth
Le 1er juillet 2015, il s'engage pour une saison avec Bournemouth, promu en Premier League. Il prend part à dix-sept rencontres toutes compétitions confondues avant d'être libéré à l'issue de son contrat en juin 2016.

## Bilan sportif

### Palmarès

#### En club
| FC Gueugnon - Coupe de la Ligue (1) : - Vainqueur : 1999-00. |  | Paris Saint-Germain - Coupe Intertoto (1) : - Vainqueur : 2001. |  | Portsmouth - Coupe d'Angleterre (1) : - Vainqueur : 2007-08. |

#### Distinctions
- Joueur de l'année de l'équipe de Manchester City en 2002-2003
- Joueur de l'année de l'équipe d'Everton en 2011-2012

#### Record
- Record d'apparitions en Premier League pour un joueur de champ non-britannique (469 matchs)[16].

### Statistiques
| Saison                | Club                    | Championnat           | Championnat | Championnat | Coupe nationale | Coupe nationale | Coupe de la Ligue | Coupe de la Ligue | Supercoupe | Supercoupe | Compétition(s) continentale(s) | Compétition(s) continentale(s) | Compétition(s) continentale(s) | Total | Total |
| Saison                | Club                    | Division              | M.          | B.          | M.              | B.              | M.                | B.                | M.         | B.         | Comp.                          | M.                             | B.                             | M.    | B.    |
| 1999-2000             | FC Gueugnon             | Division 2            | 33          | 1           | 3               | 0               | 5                 | 0                 | -          | -          | -                              | -                              | -                              | 41    | 1     |
| Sous-total            | Sous-total              | Sous-total            | 33          | 1           | 3               | 0               | 5                 | 0                 | -          | -          | -                              | -                              | -                              | 41    | 1     |
| 2000-2001             | Paris Saint-Germain     | Division 1            | 28          | 0           | 1               | 0               | 1                 | 0                 | -          | -          | C1                             | 10                             | 0                              | 40    | 0     |
| 2001-2002             | Paris Saint-Germain     | Division 1            | -           | -           | -               | -               | -                 | -                 | -          | -          | CI                             | 5                              | 0                              | 5     | 0     |
| 2001-2002             | Newcastle United (prêt) | Premier League        | 28          | 0           | 5               | 0               | 2                 | 0                 | -          | -          | -                              | -                              | -                              | 35    | 0     |
| Sous-total            | Sous-total              | Sous-total            | 56          | 0           | 6               | 0               | 3                 | 0                 | -          | -          | -                              | 15                             | 0                              | 80    | 0     |
| 2002-2003             | Manchester City         | Premier League        | 34          | 0           | 1               | 0               | 1                 | 0                 | -          | -          | -                              | -                              | -                              | 36    | 0     |
| 2003-2004             | Manchester City         | Premier League        | 38          | 2           | 5               | 1               | 2                 | 0                 | -          | -          | C3                             | 5                              | 0                              | 50    | 3     |
| 2004-2005             | Manchester City         | Premier League        | 38          | 1           | 1               | 0               | 2                 | 0                 | -          | -          | -                              | -                              | -                              | 41    | 1     |
| 2005-2006             | Manchester City         | Premier League        | 31          | 0           | 4               | 0               | 1                 | 0                 | -          | -          | -                              | -                              | -                              | 36    | 0     |
| 2006-2007             | Manchester City         | Premier League        | 37          | 2           | 5               | 0               | 1                 | 0                 | -          | -          | -                              | -                              | -                              | 43    | 2     |
| Sous-total            | Sous-total              | Sous-total            | 178         | 5           | 16              | 1               | 7                 | 0                 | -          | -          | -                              | 5                              | 0                              | 206   | 6     |
| 2007-2008             | Portsmouth FC           | Premier League        | 36          | 0           | 6               | 0               | 3                 | 0                 | -          | -          | -                              | -                              | -                              | 45    | 0     |
| 2008-2009             | Portsmouth FC           | Premier League        | 38          | 0           | 3               | 0               | 1                 | 0                 | 1          | 0          | C3                             | 5                              | 0                              | 48    | 0     |
| 2009-2010             | Portsmouth FC           | Premier League        | 3           | 0           | -               | -               | -                 | -                 | -          | -          | -                              | -                              | -                              | 3     | 0     |
| Sous-total            | Sous-total              | Sous-total            | 77          | 0           | 9               | 0               | 4                 | 0                 | 1          | 0          | -                              | 5                              | 0                              | 96    | 0     |
| 2009-2010             | Everton FC              | Premier League        | 29          | 0           | 1               | 0               | 2                 | 0                 | -          | -          | C3                             | 6                              | 2                              | 38    | 2     |
| 2010-2011             | Everton FC              | Premier League        | 38          | 2           | 4               | 0               | 2                 | 0                 | -          | -          | -                              | -                              | -                              | 44    | 2     |
| 2011-2012             | Everton FC              | Premier League        | 27          | 0           | 5               | 0               | 1                 | 0                 | -          | -          | -                              | -                              | -                              | 33    | 0     |
| 2012-2013             | Everton FC              | Premier League        | 34          | 0           | 5               | 0               | 1                 | 1                 | -          | -          | -                              | -                              | -                              | 40    | 1     |
| 2013-2014             | Everton FC              | Premier League        | 33          | 0           | 2               | 0               | 2                 | 0                 | -          | -          | -                              | -                              | -                              | 37    | 0     |
| 2014-2015             | Everton FC              | Premier League        | 13          | 0           | 1               | 0               | 1                 | 0                 | -          | -          | C3                             | 3                              | 0                              | 18    | 0     |
| Sous-total            | Sous-total              | Sous-total            | 174         | 2           | 18              | 0               | 9                 | 1                 | -          | -          | -                              | 9                              | 2                              | 210   | 5     |
| 2015-2016             | AFC Bournemouth         | Premier League        | 12          | 0           | 3               | 0               | 2                 | 0                 | -          | -          | -                              | -                              | -                              | 17    | 0     |
| Sous-total            | Sous-total              | Sous-total            | 12          | 0           | 3               | 0               | 2                 | 0                 | -          | -          | -                              | -                              | -                              | 17    | 0     |
| Total sur la carrière | Total sur la carrière   | Total sur la carrière | 530         | 8           | 55              | 1               | 30                | 1                 | 1          | 0          | -                              | 34                             | 2                              | 650   | 12    |

## Cinéma
Distin fait une apparition dans le film Didier d'Alain Chabat, en compagnie de ses coéquipiers de la réserve du PSG en 1997.